# بيدرو ألكازار
بيدرو ألكازار (بالإسبانية: Pedro Alcázar)‏ مواليد 29 أغسطس 1975 في بنما - الوفاة 24 يونيو 2002 في نيفادا، الولايات المتحدة، كان ملاكم بنمي سابق. حقق بطولة منظمة الملاكمة العالمية.

## إحصائيات
خاض خلال مسيرته 28 نزالا، فاز في 25 وتعادل في 1 وخسر في 1. فاز بالضربة القاضية في 14 نزالا.

## روابط خارجية
- بيدرو ألكازار على موقع بوكس ريك (الإنجليزية) (registration required)